# Reggenza di Asahan
La reggenza di Asahan (in indonesiano: Kabupaten Asahan) è una reggenza dell'Indonesia, situata nella provincia di Sumatra Settentrionale.